# Disackarid

Sackaros, en vanlig disackarid

Sackaros, bildad genom kondensation av en glukosmolekyl och en fruktosmolekyl

Disackarider (även kallad dubbelsocker eller bios) är de sockerarter som består av två monosackaridrester sammankopplade med en glykosidbindning. Liksom monosackarider är disackarider enkla sockerarter som är lösliga i vatten. Tre vanliga exempel är sackaros, laktos och maltos.
Disackarider är en av de fyra kemiska grupperingarna av kolhydrater (mono-, di-, oligo- och polysackarider). De vanligaste typerna av disackarider har 12 kolatomer, med den allmänna formeln C12H22O11. Skillnaderna i dessa disackarider beror på atomernas arrangemang inom molekylen.

## Klassificering
Det finns två funktionellt olika klasser av disackarider:
- Reducerande disackarider, där en monosackarid, parets reducerande socker, fortfarande har en fri hemiacetalenhet som kan fungera som en reducerande aldehydgrupp. Laktos, maltos och cellobios är exempel på reducerade disackarider, var och en med en hemiacetalenhet, den andra upptagen av glykosidbindningen, vilket förhindrar att den fungerar som ett reduktionsmedel. De kan lätt upptäckas av Woehlktestet eller Fearons test på metylamin.[4]
- Icke-reducerande disackarider, i vilka komponenten monosackarider binder genom en acetalkoppling mellan deras anomera(en) centra. Detta resulterar i att ingen av monosackariderna har en hemiacetalenhet som är fri att fungera som ett reduktionsmedel. Sackaros och trehalos är exempel på icke-reducerande disackarider eftersom deras glykosidbindning ligger mellan deras respektive hemiacetalkolatomer. Den minskade kemiska reaktiviteten hos de icke-reducerande sockerarterna jämfört med reducerande sockerarter kan vara en fördel där lagringsstabilitet är viktig.[5][6]

## Bildande
En disackaridmolekyl bildas från två monosackaridmolekyler genom att avskilja en hydroxigrupp (OH-) från den ena molekylen och en proton (vätekärna, H+) från den andra, så att de nu lediga bindningarna på monosackariderna förenar de två monomererna tillsammans. På grund av att vatten avlägsnas från produkten är en term för en sådan process uttorkningsreaktion(en) (även kondensationsreaktion eller uttorkningssyntes).
Till exempel bildas mjölksocker (laktos) genom kondensation av glukos och galaktos, och sackaros av glukos och fruktos. Maltos, en annan vanlig disackarid, kondenseras från två glukosmolekyler.
Reaktionen som binder ihop monosackarider till disackarider (och även till mer komplexa polysackarider) bildar vad som kallas glykosidbindningar.

## Egenskaper
Glykosidbindningen kan bildas från vilken hydroxigrupp som helst på komponentmonosackariden. Så även om de båda komponentsockerarterna är desamma, resulterar olika bindningskombinationer (regiokemi) och stereokemi (alfa-eller beta-) i disackarider som är diastereoisomerer, vilka har olika kemiska och fysikaliska egenskaper. Också beroende på ingående monosackarider är egenskaperna olika. Disackariderna kan vara kristallina, vattenlösliga, ha söt smak eller klibbig karaktär.
Disackarider kan fungera som funktionella grupper genom att med glykosidbindningar binda till andra organiska föreningar och bilda glykosider.

## Vanliga disackarider
- Sackaros (glukos + fruktos), finns i sockerrör och i sockerbetor. Vanligt bordssocker består av sackaros. Den är också utgångsmaterialet i cellulosabiosyntes.
- Laktos (glukos + galaktos) finns i mjölk (mjölksocker).
- Maltos (glukos + glukos) finns i malt (maltsocker).
- Isomaltos (glukos + glukos) är en isomer till maltos.
- Cellobios (glukos + glukos) där glukoserna har β-formen. Den bildas vid nedbrytning av cellulosa.